# David Kinsombi
David Kinsombi (* 12. Dezember 1995 in Rüdesheim am Rhein) ist ein deutsch-kongolesischer Fußballspieler.

## Karriere

### Verein
Kinsombi spielte zunächst für Germania Wiesbaden und für den SV Wehen Wiesbaden. 2011 ging er zum 1. FSV Mainz 05. In der Saison 2013/14 war er Mannschaftskapitän der Mainzer A-Jugend und kam auch zu vier Einsätzen für die Reserve in der Regionalliga Südwest. Zur Saison 2014/15 wechselte er zu Eintracht Frankfurt, wo er einen Zweijahresvertrag unterschrieb. Am 1. November 2014 bestritt Kinsombi bei einer 0:1-Niederlage gegen Hannover 96 sein Bundesligadebüt.
Am 27. Januar 2016 erwarb der Zweitligisten Karlsruher SC die Transferrechte an Kinsombi, stattete ihn mit einem Vertrag mit einer Laufzeit bis zum 30. Juni 2018 aus und verlieh ihn bis zum Ende der Saison 2015/16 in die 3. Liga an den 1. FC Magdeburg.  In Magdeburg kam er in 11 Drittligaspielen (10-mal in der Startelf) zum Einsatz.
Zur Saison 2016/17 stieß Kinsombi schließlich zum Kader des Karlsruher SC. Er kam in 26 Zweitligaspielen (24-mal in der Startelf) zum Einsatz und erzielte einen Treffer.
Nach dem Abstieg des KSC in die 3. Liga wechselte Kinsombi zur Saison 2017/18 zum Zweitligaaufsteiger Holstein Kiel. Auch dort etablierte er sich unter Markus Anfang als Stammspieler und kam in 31 Zweitligaspielen (24-mal in der Startelf) zum Einsatz, in denen er 4 Tore erzielte. Mit dem Aufsteiger belegte Kinsombi den 3. Platz, musste sich in der Relegation jedoch dem VfL Wolfsburg geschlagen geben. Zur Saison 2018/19 wurde Kinsombi vom neuen Trainer Tim Walter zum Mannschaftskapitän ernannt. Bis zum Jahresende kam er in 18 Zweitligaspielen zum Einsatz und erzielte 4 Tore. Im Januar 2019 zog sich Kinsombi einen Schienbeinbruch zu und fiel bis zum Saisonende aus.
Zur Saison 2019/20 wechselte Kinsombi zum Ligakonkurrenten und Lokalrivalen Hamburger SV, bei dem er während seiner Verletzung im April 2019 einen Vertrag mit einer Laufzeit bis zum 30. Juni 2023 unterschrieb. Für die Verpflichtung verantwortlich war der damalige HSV-Sportvorstand Ralf Becker, der ihn zwei Jahre zuvor als Sportgeschäftsführer zu Holstein Kiel geholt hatte. Unter Dieter Hecking konnte er nicht die in ihn gesteckten Erwartungen erfüllen. Der Mittelfeldspieler kam 27-mal in der Liga zum Einsatz, stand jedoch nur 10-mal in der Startelf und erzielte 5 Tore. Der HSV belegte zum zweiten Mal in Folge den 4. Platz und verpasste somit den Wiederaufstieg. Ähnlich verlief für Kinsombi die Saison 2020/21 unter dem neuen Cheftrainer Daniel Thioune. Von 26 Zweitligaeinsätzen stand er 16-mal in der Startelf und erzielte 4 Tore. Der HSV wurde zum dritten Mal Vierter. In der Saison 2021/22 erzielte Kinsombi unter Tim Walter, unter dem er bereits in Kiel gespielt hatte, mit 25 Spielen (10-mal von Beginn) und 2 Toren ähnliche Werte. Gegen Saisonende kam er jedoch kaum noch zum Einsatz und wurde in den letzten 5 Spielen gar nicht mehr eingesetzt. Der HSV erreichte auf dem 3. Platz die Relegation, in der man an Hertha BSC scheiterte; Kinsombi kam in beiden Spielen erneut nicht zum Einsatz.
Zur Saison 2022/23 wechselte Kinsombi innerhalb der 2. Bundesliga zum SV Sandhausen, bei dem er auf seinen Bruder Christian traf.
Nach dem Abstieg seiner Mannschaft blieb er der 2. Bundesliga erhalten, indem er zur Saison 2023/24 zum SC Paderborn 07 wechselte. Im Januar 2025 wurde Kinsombi bis Saisonende an Preußen Münster verliehen.

### Nationalmannschaft
Kinsombi kam am 14. November 2011 bei einem 3:0-Sieg gegen Italiens U18-Auswahl zu seinem Debüt für die deutsche U18-Nationalmannschaft, für die er insgesamt dreimal auflief.

## Auszeichnungen
- Schleswig-Holsteins Fußballer des Jahres: 2018[10]

## Privates
Kinsombis Eltern stammen aus der Demokratischen Republik Kongo, weshalb er neben der deutschen auch die kongolesische Staatsangehörigkeit besitzt. Sein jüngerer Bruder Christian (* 1999) ist ebenfalls Fußballspieler.